# Peter Wilhelm Josef de Gynetti
Peter Wilhelm Josef de Gynetti (* 9. Dezember 1735 in Münstereifel; † 9. März 1804 in Köln) war ein deutscher Mediziner.

## Leben
Nach dem Besuch der Jesuitenschule in Münstereifel studierte er Medizin, promovierte und erhielt 1772 an der Universität Köln einen Lehrstuhl für Chirurgie. Er erwarb sich bald einen Ruf als „expertissimus“.
Er bemühte sich intensiv um einen Ausbau und um eine Modernisierung des medizinischen Studiums in Köln. 1781 wurde Gynetti zum „Professor Primarius“ der Fakultät ernannt. 1783 wechselte er zur Kurfürstlichen Akademie Bonn und wurde dort zum kurkölnischen Geheimrat ernannt und war gleichzeitig als Leibarzt des Kurfürsten tätig.
Heute erinnert die Gynettistraße im Norden der Stadt Bad Münstereifel an ihn.